# Lorenzo De Silvestri
Lorenzo De Silvestri (Roma, 23 de maio de 1988) é um futebolista italiano que atua como lateral-direito. Atualmente, joga pelo Bologna.

## Carreira
Lorenzo De Silvestri representou a Seleção Italiana de Futebol, nas Olimpíadas de 2008. 

## Títulos
Lazio
- Coppa Italia: 2008–09

Bologna
- Coppa Italia: 2024–25[2]

Itália Sub-21
- Torneio Internacional de Toulon: 2008